# Mammillaria albicoma
Mammillaria albicoma (Boed.) è una pianta succulenta della famiglia delle Cactacee, endemica del Messico.

## Conservazione
La Lista rossa IUCN classifica Mammillaria albicoma come specie in pericolo di estinzione (Endangered).